# Finalmente piove
Albums de Valerio Scanu
Lasciami entrare
(28 janvier 2014)
Finalmente piove est un album réalisé en studio par le chanteur italien Valerio Scanu et publié le 12 février 2016. Le vidéoclip de la chanson qui donne également le titre à l'album sort le même jour.
Dans cet album qui contient douze chansons inédites et une cover, Valerio Scanu cumule diverses fonctions : auteur, compositeur et interprète.
Il se présente au festival de Sanremo 2016 avec la chanson Finalmente Piove, composée par Fabrizio Moro, et se classe treizième malgré un très grand nombre de votes obtenus par téléphone. C'est cette chanson qui ouvre l'album et lui donne le titre.
Dans cet album on trouve également la cover que le chanteur a chantée à Sanremo pendant la soirée dédiée aux covers: Io vivrò (senza te) de Mogol et Lucio Battisti. Son interprétation lui vaut la deuxième place à la fin de la soirée.
À la réalisation des chansons inédites de cet album ont collaboré, non seulement Fabrizio Moro qui lui a donné sa chanson, mais aussi Luca Mattioni, Mario Cianchi, Luxianos, Fiortens, Reross, Federico Paciotto, Davide Rossi et Mirko Tommasi pour la composition de la musique ou pour la création des paroles.
La production artistique a été confiée à Luca Mattioni.
L'album a été produit par la NatyLoveYou, label indépendant fondé par Valerio Scanu lui-même, et il a été distribué par la Self Distribuzione et par la Digital Believe (cette dernière pour la version digitale).
Le chanteur a en outre expliqué lui-même la signification de chacune des chansons de son album : 
« Saranno 13 brani, otto scritti da me e prodotti da Luca Mattioni, che seguono il sound internazionale dell'ultimo disco ma rispecchiano maggiormente la maturità, non solo artistica, di oggi. Un album che parla di amore, quello vero, fatto di piccole e grandi cose, un sentimento che dura nel tempo, attraversa mille peripezie ma che alla fine ha sempre un risvolto positivo. »

« Il y aura 13 chansons, huit écrites par moi-même et produites par Luca Mattioni, qui suivent le sound international du dernier disque, mais qui reflètent davantage ma croissance, pas seulement artistique, d'aujourd'hui. Un album qui parle d'amour, le vrai, fait de petites et de grandes choses, un sentiment qui dure dans le temps, traverse mille péripéties, mais qui à la fin a toujours une conclusion positive,. »

## Liste des chansons
| N° | Titres                      | Auteurs                                                                               | Durée |
| -- | --------------------------- | ------------------------------------------------------------------------------------- | ----- |
| 1  | Finalmente Piove            | Fabrizio Moro (La Fattoria del Moro Publishing, Don't Worry Edizioni Musicali Srl)    | 3:10  |
| 2  | Dentro questa stanza        | Valerio Scanu, Luxianos, Fiortens                                                     | 3:02  |
| 3  | Un piccolissimo ricordo     | Valerio Scanu, Luxianos, Fiortens, Reross                                             | 3:23  |
| 4  | Mi pervadi                  | Federico Paciotto, Davide Rossi                                                       | 3:35  |
| 5  | Saprai di donna             | Federico Paciotto, Davide Rossi                                                       | 2:53  |
| 6  | Rinascendo                  | Valerio Scanu, Luxianos, Fiortens                                                     | 3,11  |
| 7  | Resto così                  | Valerio Scanu, Luca Mattioni                                                          | 3:49  |
| 8  | L'Ossessione                | Valerio Scanu, Mario Cianchi, Luca Mattioni                                           | 4:11  |
| 9  | Nutriti di me               | Davide Rossi, Lorenzo Mastropietro, Federico Paciotto                                 | 3:26  |
| 10 | La mia faccia nuova         | Valerio Scanu, Mario Cianchi, Luca Mattioni                                           | 4:05  |
| 11 | Meglio                      | Valerio Scanu, Luca Mattioni, Mirko Tommasi                                           | 4:03  |
| 12 | Io vivrò (senza te) (cover) | Mogol, Lucio Battisti (Edizioni Universal Music Publishing C.A.M. Creazioni Artistic) | 3:24  |
| 13 | Aspettiamo                  | Valerio Scanu, Luxianos, Fiortens, Reross                                             | 3:57  |

## Succès commercial
L'album débute à la première place dès le premier jour de la vente sur Itunes et se maintient dans cette position pendant 8 des 9 jours qui suivent,.

## Musiciens
Valerio Scanu est accompagné lors des concerts par les musiciens : 
- Gianluca Massetti au piano
- Fabio Greco aux guitares
- Francesco Luzzio à la contrebasse
- Moreno Maugliani aux percussions et à la batterie